# Maytenus oblongata
Maytenus oblongata är en benvedsväxtart som beskrevs av Reiss. Maytenus oblongata ingår i släktet Maytenus och familjen Celastraceae. Inga underarter finns listade.